# اوپندرا راو
اوپندرا راو (انگلیسی: Upendra؛ زادهٔ ۱۸ سپتامبر ۱۹۶۷) هنرپیشه، فیلم‌ساز، تهیه‌کننده، ترانه‌سرا و خواننده اهل هند است.
از فیلم‌ها یا برنامه‌های تلویزیونی که وی در آن نقش داشته‌است می‌توان به آیشواریا، هالیوود، پسر ساتیامورتی، اتو شانکار، اوپندرا، زمین و اخبار اشاره کرد.
وی همچنین برندهٔ جوایزی همچون جایزه فیلم‌فیر جنوب شده‌است.